# Bataille de Sheriffmuir

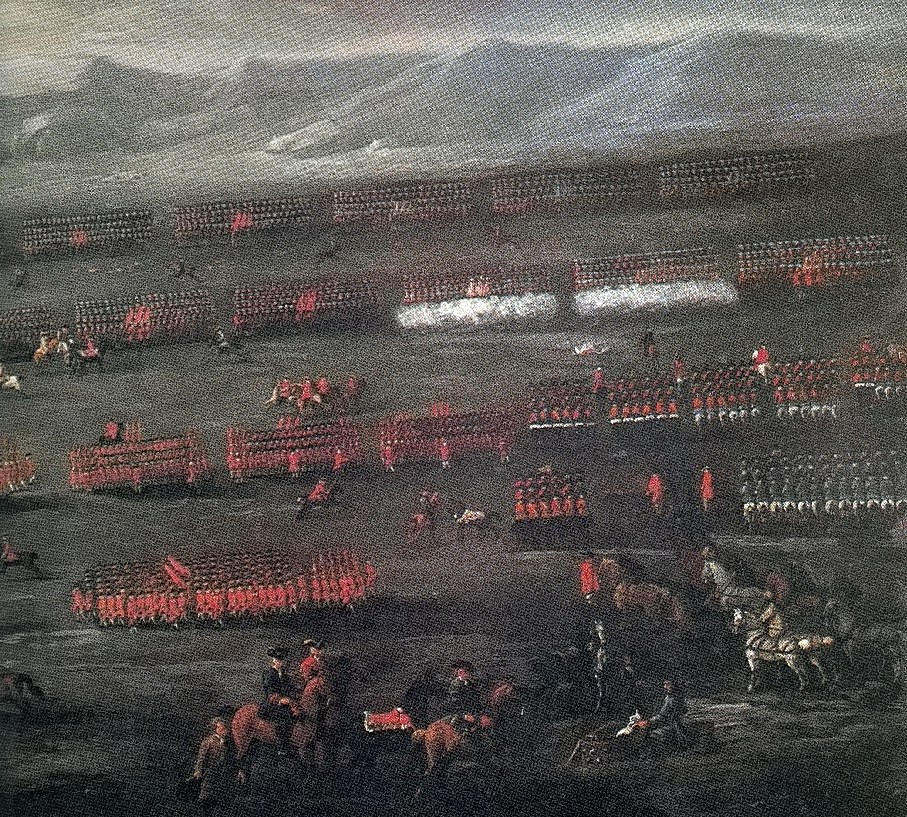

La bataille de Sheriffmuir est une bataille qui eut lieu en novembre 1715 dans le Perthshire en Écosse lors de la première rébellion jacobite.
En septembre 1715, John Erkine, 6e comte de Mar, chef du parti jacobite en Écosse, proclame Jacques François Stuart roi d'Écosse. À la tête d'une armée de 12 000 hommes, il se rend maître des Highlands, puis se dirige vers le sud de l'Écosse.
Il rencontre les troupes gouvernementales du duc d’Argyll à Sheriffmuir, près de Dunblane. L'armée jacobite, mal commandée, ne parvient pas à vaincre un adversaire pourtant inférieur en nombre. L'issue de la bataille est incertaine, les deux camps proclament la victoire, mais ce sont surtout les Jacobites qui en sortent démoralisés.
Quand le prétendant catholique Stuart, Jacques François Edouard, fils de Jacques II Stuart et de Marie de Modène, en provenance de Lorraine (Bar-le-Duc), débarque en Écosse en décembre, sa cause est déjà perdue et il ne parvient pas à remobiliser ses troupes en faveur d'une restauration. Il ne trouve pas les soutiens des clans écossais qui lui ont été promis. Il doit rembarquer pour la France dès février et se rend à Paris, puis en Avignon, en terre papale. Il est reçu avec faste par le Vice-légat et séjournera en Provence avec ses partisans jusqu'au début de 1716. D'anciens conseillers « tories » de la reine Anne, comme le duc d'Ormonde, le rejoignent en Avignon. Les représailles du régime hanovrien se poursuivent pendant plusieurs mois par des exécutions capitales à Londres. Le vieux prétendant se rend alors en Italie, à Urbino puis à Rome où il jouit de la protection papale. Gérard Valin dans son ouvrage : Les Jacobites, la papauté et la Provence publié par L'Harmattan en 2019, a étudié le contexte géopolitique et les conséquences de la défaite de Sheriffmuir pour les prétendants jacobites.